# Oh Hye-ri
Oh Hye-ri (kor. 오혜리; ur. 30 kwietnia 1988 w Gangneung) – południowokoreańska zawodniczka taekwondo, mistrzyni olimpijska z Rio de Janeiro (2016), trzykrotna medalistka mistrzostw świata.
W 2016 roku wystąpiła na igrzyskach olimpijskich w Rio de Janeiro. W zawodach olimpijskich zwyciężyła we wszystkich pojedynkach w Taekwondo na Letnich Igrzyskach Olimpijskich 2016 – 67 kg kobiet, zdobywając złoty medal i tytuł mistrzyni olimpijskiej. 
W latach 2011–2017 zdobyła trzy medale mistrzostw świata (jeden złoty i dwa srebrne), w 2009 roku srebrny medal uniwersjady, a w 2010 i 2018 roku dwa złote medale mistrzostw Azji.